# Vadelaincourt
Vadelaincourt är en kommun i departementet Meuse i regionen Grand Est (tidigare regionen Lorraine) i nordöstra Frankrike. Kommunen ligger i kantonen Souilly som tillhör arrondissementet Verdun. År 2022 hade Vadelaincourt 77 invånare.

## Befolkningsutveckling
Antalet invånare i kommunen Vadelaincourt
| Referens: INSEE |